# 벤저민 호치키스

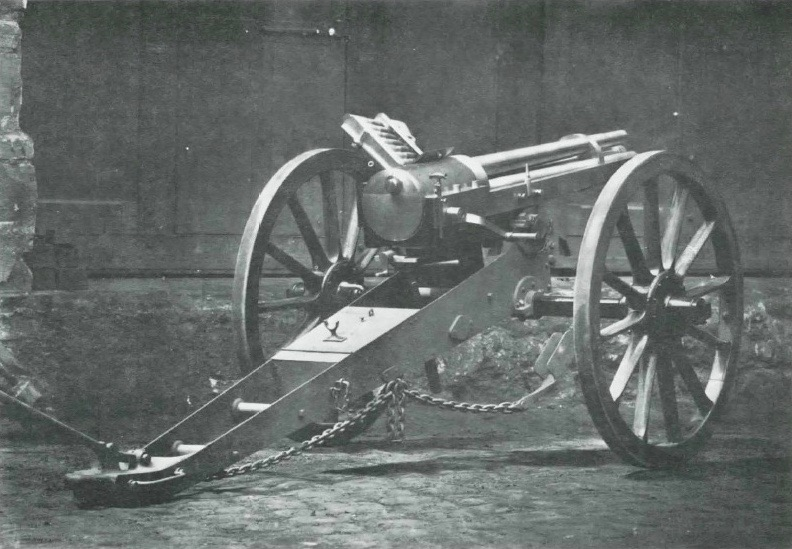
호치키스 회전 포신 기관총, 1874년

벤저민 버클리 호치키스(Benjamin Berkley Hotchkiss, 1826년 10월 1일 ~ 1885년 2월 14일)는 미국의 공학자이자 발명가이다.
호치키스는 미국 코네티컷주 워터타운에서 태어났다. 그는 어렸을 때부터 아버지의 철물 공장에서 여러 실험을 했었다. 그리고 1850년대부터, 하트포드에서 총기 제작사로 일하며 콜트 리볼버와 윈체스터 라이플을 만들었다.
1867년 호치키스는 프랑스로 건너가, 파리 근처에 군수품 공장을 차렸다. 이 시기에 그는 호치키스 건이라 알려진 회전 포신 기관총(Revolving barrel machine gun)을 개발했다. 이후 제2차 세계 대전 때까지 프랑스군의 기관총은 대부분 호치키스라는 이름을 달았다.
스테이플러를 일본과 대한민국에서 호치키스로 부르고 있는 것과 관련하여, 대한민국의 인터넷에는 벤저민 호치키스가 스테이플러를 발명했다는 내용이 퍼져있으나, 이는 사실이 아니다. 호치키스는 스테이플러를 발명하지 않았을뿐더러, 기관총에 사용된 기술과 스테이플러에 사용된 기술은 아무런 상관이 없다. 벤저민 호치키스가 태어나기 이전에도 스테이플러의 형태를 가진 물건이 있었다.